# Castelul Vârșeț
Castelul Vârșeț sau Castelul Vršac (în sârbă Вршачки замак, cu alfabetul latin: Vršački zamak), cunoscut anterior ca Turnul Vârșeț sau Turnul Vršac (în sârbă Вршачка кула, cu alfabetul latin: Vršačka kula), este o cetate medievală în apropiere de Vârșeț, Voivodina, Serbia. Doar turnul Donjon a rămas din întregul complex, dar din 2009 a început reconstrucția, pentru a recrea întregul castel Vârșeț.
Castelul Vârșeț a fost declarat monument al culturii de mare importanță în 1991 și este protejat de Republica Serbia.
Numeroși turiști vizitează Castelul Vârșeț și zona pentru a admira priveliștile care se întind până în România.

## Istorie
Există două teorii cu privire la originea acestei cetăți. După călătorul turc Evliya Çelebi, cetatea a fost construită de despotul sârb Đurađ Branković. Istoricii consideră că Branković a construit cetatea după căderea Semendriei în 1439. În construcția sa, cetatea a avut unele elemente arhitecturale similare cu cele din cetatea Semendria, dar și cu cele din cetatea din jurul mănăstirii Manasija.
Cealaltă teorie susține că acest castel este o rămășiță a cetății medievale cunoscută sub numele de Erdesumulu (în maghiară Érdsomlyó / Érsomlyó, în sârbă Ерд-Шомљо / Шомљо, cu alfabetul latin: Erd-Šomljo / Šomljo). Cu toate acestea, sursele acestei teorii nu identifică Erdesumulu cu Vârșețul, dar susțin că locul acestui oraș și al cetății a fost mai la est, pe râul Caraș (Karaš), în Banatul românesc de astăzi.
Un oraș numit Erdesumulu a fost menționat pentru prima dată în 1227. O mănăstire dominicană cu moaștele Sfântului Dominic a fost fondată acolo între 1230 și 1240, iar din 1255 a fost sediul administrației (comites). Cetatea Erdesumulu a fost construită în 1335 ca o fortăreață regală.
După cucerirea otomană din 1552, cetatea Vârșeț a fost folosită de otomani. În 1590/1591 garnizoana otomană era formată dintr-o aga, doi ofițeri otomani și 20 de mercenari sârbi.

## Caracteristici
Situat pe vârful dealului local, turnul are o vedere impresionantă asupra zonei. Mulți turiști vizitează zona pentru a admira priveliștile care se întind până în România.

## Reconstrucție
În cadrul unei reuniuni oficiale care a avut loc în data de 4 martie 2009, asistentul ministrului culturii, Dušan Živković, secretarul regional al culturii, Milorad Djurić, directorul Institutului Regional pentru Protecția Patrimoniului Cultural, Zoran Vapa și asistentul primarului orașului Vârșeț, Dragiša Vučinić, au convenit asupra reconstrucției Turnului Vârșețului, pentru a-l readuce la aspectul său anterior. La această întâlnire, cetatea a fost redenumită oficial din Turnul Vârșeț în Castelul Vârșeț.